# اس‌اس هامن

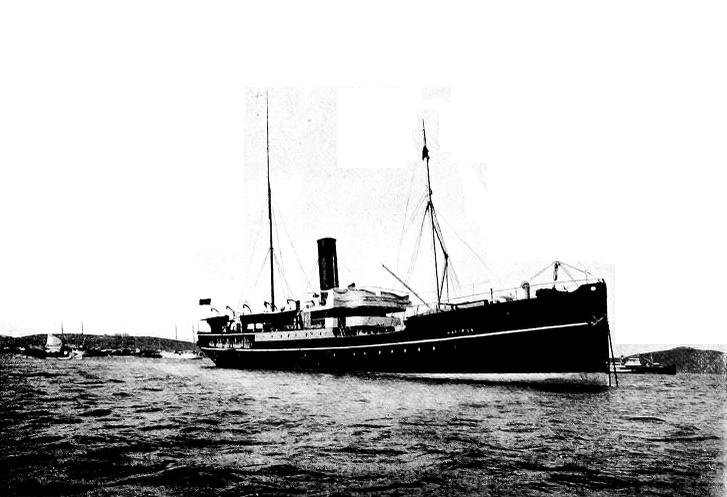
اس اس هامن در لنگری در نزدیکی Chinampo سال 1905

اس‌اس هامن (به انگلیسی: SS Haimun) یک کشتی است.